# Потресов, Сергей Викторович
Сергей Викторович Потресов (Яблоновский; 15 ноября 1870 — 6 декабря 1953) — писатель, эссеист, журналист, литературный и театральный критик, переводчик, педагог, общественный деятель, политический деятель. Член Комитета по организации признания Тараса Шевченко в Москве в 1911 году, член Союза русских писателей и журналистов в Париже.

## Биография

### В Российской империи
Родился в семье харьковского адвоката, присяжного поверенного Виктора Ивановича Потресова. Потресовы были наследственными дворянами. Мать — Аделаида Ксаверьевна, с княжеского рода Яблоновских. Сводная сестра — Елена Александровна Апостол-Кегич была в 20-30 годы XX века преподавателем Киевской консерватории (в то время — Музыкально-драматического института имени Н. В. Лысенко).
Сергей Протесов окончил историко-филологический факультет Московского университета (по некоторым источникам — сначала поступил на юридический факультет Харьковского университета).
Литературную деятельность начал как переводчик Овидия. Много лет работал журналистом в различных газетах. Писал юмористические стихи и фельетоны под псевдонимом Комар. С 1893 года он начал активно сотрудничать с газетой «Приазовский край», которая издавалась в Ростове-на-Дону.
Харьков в конце XIX века считался театральным городом — здесь гастролировали все главные театры Российской империи. Для харьковских газет Сергей Протесов писал статьи по вопросам искусства, выступал с театральными рецензиями, «актёрскими портретами» — к нему стала приходить известность.
В 1896 году в Санкт-Петербурге опубликован его сборник стихов «Стихотворения С. В. Потресова»
В 1901 году Сергея Потресова пригласили на работу в московскую газету «Русское слово», где он проработал до 1917 года. Это самый продуктивный период деятельности Потресова за время его проживания в России.
Несмотря на многочисленное количество публикаций — ежедневный театральный фельетон, еженедельная рецензия для «Русского слова», статьи в двух провинциальных газетах, публикации в театральных журналах — Сергей Потресов успевал руководить литературными «вторниками» и работать товарищем (заместителем) директора Московского литературно-художественного кружка, председательствовать в «Обществе деятелей периодической печати и литературы», совмещая это с политической деятельностью как активный член Партии народной свободы.
Он также читал лекции на Высших женских курсах, в университете Шанявского, а также на Пречистинских курсах для рабочих.
Подавляющее количество публикаций Сергея Потресова выходило под псевдонимом Яблоновский.
Жена Потресова, Елена Александровна, после их бракосочетания в 1898 году начала собирать публикации мужа и вклеивать их в альбомы. В 1915 году она подсчитала, что с них «… могло бы выйти двести девятнадцать томов ежемесячника формата и объёма популярного тогда журнала „Вестник Европы“».
У Потресова с супругой было пятеро детей: Ольга, Софья, Александр, Владимир и Елена.
В 1909 году вышла книга С. Потресова «В театре» (издательство И. Сытина, Москва).
В 1911 году Сергея Протесова включили в Комитет по организации чествования в Москве памяти Шевченко наряду с такими деятелями культуры как Владимир Вернадский, Фёдор Корш, Агафангел Крымский и другими. В списке Комитета он фигурировал под псевдонимом Яблоновский. Потресов открыто заявлял и публично показывал свою приверженность Тарасу Шевченко. Яблоновскому в Комитете поручили, как авторитетному в Москве журналисту, отвечать за побуждение своих коллег из разных редакций московских газет и журналов, к информированию своих читателей о планируемой событие — чествовании Шевченко. Предполагалось, что от имени Комитета будут регулярно выдаваться информационные листки о ходе подготовки к Шевченковскому празднику, но периодическая публикация в московских изданиях статей об этом событии сделала их ненужными. Издателем от имени Комитета книги «В память 50-й годовщины смерти Тараса Шевченко», которая подытожила ход подготовки и проведения в Москве Шевченковского праздника, тоже был Яблоновский.
После Октябрьской революции 1917 года, под чужой фамилией (Ленчицкий), без семьи — будучи уверенным, что это временно — перебрался на юг России, где власть находилась в руках Белой армии, продолжал там работать журналистом. По поручению отдела пропаганды Добровольческой армии читал лекции против большевиков в Харькове, Ростове-на-Дону, Новороссийске и других городах.

### В эмиграции
22 февраля 1920 года из Новороссийского порта отплыл в Египет. Жил в лагере для русских беженцев в Эт-Тель-эль-Кебире, преподавал там русский язык для детей в организованной им гимназии.
В том же 1920 году Яблоновский перебрался в Париж, ему помог А. Н. Толстой, который прислал письмо с приглашением, дававшем право на визу.
Преподавал русский язык и литературу в французских лицеях, давал частные уроки, выдал совместно с В. В. Бутчиком русскую хрестоматию для французов, которые изучали русский язык.
Входил в Комиссию по организации Русского народного университета в Париже и долго преподавал в нём (1921—1940).
В 1925 году вступил в Республиканско-демократическое объединение. Был делегатом Русского Зарубежного съезда 1926 года в Париже, писал о его работе в прессе.
В 1928 году в Париже под председательством И. А. Бунина состоялось мероприятие признания Сергея Яблоновского по случаю 35-летия его литературной деятельности.
Яблоновский был редактором журнала «Восход» (1933), сотрудничал с журналами «Иллюстрированная Россия», «На чужой стороне», «Борьба за Россию», «Русские записки», газетах «Общее дело», «Еврейская трибуна», «Руль», «Последние новости», «Россия и Славянство» и др., опубликовал воспоминания о литературной и театральной жизни Москвы, о писателях, артистах.
После Второй мировой войны Яблоновский был членом правления Союза российских писателей и журналистов в Париже, член Объединения русских писателей во Франции.
С 1947 года член бюро Издательского фонда «Русской мысли». Печатался в «Новом русском слове», «Возрождении», «Русской мысли».
Автор воспоминаний о Л. Н. Толстом, В. Г. Короленко, Ф. И. Шаляпине, Л. В. Собинове, В. И. Качалове, К. А. Коровине и других.
Умер Потресов-Яблоновский на 84-м году жизни, в 1953 году. Похоронен на кладбище Сент-Женевьев-де-Буа (Эсон).